# Центральный федеральный округ
Центра́льный федера́льный о́круг (ЦФО) — федеральный округ Российской Федерации на западе её европейской части. Округ не имеет республик в своём составе — среди субъектов РФ в нём представлены только области и город федерального значения, столица России Москва, которая является крупнейшим городом округа. Всего в состав округа входят 18 субъектов РФ.

## География
Территория округа составляет 650 205 км², то есть 3,8 % от территории Российской Федерации. По населению он превосходит все остальные федеральные округа.
Расположен на Восточно-Европейской равнине; имеются Валдайская, Смоленско-Московская и Среднерусская возвышенности, Мещёрская и Окско-Донская низменности. Высшая точка — 347 метров (Макушка Валдая).
Внешние границы: на западе с Беларусью, на юго-западе с Украиной. Внутренние границы: на юге с Южным, на востоке с Приволжским, на севере с Северо-Западным федеральными округами.
Крупнейшие реки (в скобках притоки): Волга (Ока), Дон (Воронеж, Хопер), Днепр (Десна, Сейм), Северский Донец (Оскол), Западная Двина. Выхода к морю нет.
Природные зоны (с севера на юг): смешанный лес, широколиственный лес, лесостепь, степь.
Климат: Умеренно континентальный, средняя температура января от −7 до −14 °C, июля — от +16 до +22 °C.
Природные ресурсы: железная руда (Курская магнитная аномалия) — запасы 40 млрд т. (60 % от российского), фосфориты (25 %), бокситы (15 %), бурые угли — добыча 1,5 млн т, цементное сырьё (25 %), гранит (добыча открытым способом, 2 карьера в Богучарском и Павловском районах Воронежской области), охра, торф, лес, чернозём, водные ресурсы.
Длина железных дорог — 17 291 км (19,9 % российской), шоссейных с твёрдым покрытием — 117 926 км (22,3 %).
С исторической, экономической и природно-климатической точки зрения делится на два подрегиона — Нечерноземье и Черноземье. В прогнозах погоды округ часто сокращённо называется Центр России или Центральная Россия.

## Военное положение в округе
Указом президента от 19 октября 2022 года в Брянской, Курской, Белгородской и Воронежской областях был введён режим «среднего уровня реагирования» (что является применением 6 из 19 пунктов военного положения), в остальных субъектах федерального округа — «уровень повышенной готовности» (4 из 19 пунктов).

## Состав округа
| Центральный федеральный округ · Центральный федеральный округ: физико-географическая карта | Центральный федеральный округ · Центральный федеральный округ: физико-географическая карта | Центральный федеральный округ · Центральный федеральный округ: физико-географическая карта | Центральный федеральный округ · Центральный федеральный округ: физико-географическая карта | Центральный федеральный округ · Центральный федеральный округ: физико-географическая карта | Центральный федеральный округ · Центральный федеральный округ: физико-географическая карта |
| №                                                                                          | Флаг                                                                                       | Субъект Федерации                                                                          | Площадь, км²                                                                               | Население, чел.                                                                            | Админ. центр                                                                               |
| ------------------------------------------------------------------------------------------ | ------------------------------------------------------------------------------------------ | ------------------------------------------------------------------------------------------ | ------------------------------------------------------------------------------------------ | ------------------------------------------------------------------------------------------ | ------------------------------------------------------------------------------------------ |
| 1                                                                                          |                                                                                            | Белгородская область                                                                       | 27 134                                                                                     | ↘1 500 659                                                                                 | Белгород                                                                                   |
| 2                                                                                          |                                                                                            | Брянская область                                                                           | 34 857                                                                                     | ↘1 142 404                                                                                 | Брянск                                                                                     |
| 3                                                                                          |                                                                                            | Владимирская область                                                                       | 29 084                                                                                     | ↘1 309 942                                                                                 | Владимир                                                                                   |
| 4                                                                                          |                                                                                            | Воронежская область                                                                        | 52 216                                                                                     | ↘2 273 417                                                                                 | Воронеж                                                                                    |
| 5                                                                                          |                                                                                            | Ивановская область                                                                         | 21 437                                                                                     | ↘905 900                                                                                   | Иваново                                                                                    |
| 6                                                                                          |                                                                                            | Калужская область                                                                          | 29 777                                                                                     | ↘1 068 410                                                                                 | Калуга                                                                                     |
| 7                                                                                          |                                                                                            | Костромская область                                                                        | 60 211                                                                                     | ↘566 266                                                                                   | Кострома                                                                                   |
| 8                                                                                          |                                                                                            | Курская область                                                                            | 29 997                                                                                     | ↘1 060 892                                                                                 | Курск                                                                                      |
| 9                                                                                          |                                                                                            | Липецкая область                                                                           | 24 047                                                                                     | ↘1 116 265                                                                                 | Липецк                                                                                     |
| 10                                                                                         |                                                                                            | Москва                                                                                     | 2561                                                                                       | ↗13 149 803                                                                                |                                                                                            |
| 11                                                                                         |                                                                                            | Московская область                                                                         | 44 329                                                                                     | ↗8 651 260                                                                                 | Москва и Красногорск                                                                       |
| 12                                                                                         |                                                                                            | Орловская область                                                                          | 24 652                                                                                     | ↘692 486                                                                                   | Орёл                                                                                       |
| 13                                                                                         |                                                                                            | Рязанская область                                                                          | 39 605                                                                                     | ↘1 082 231                                                                                 | Рязань                                                                                     |
| 14                                                                                         |                                                                                            | Смоленская область                                                                         | 49 779                                                                                     | ↘863 987                                                                                   | Смоленск                                                                                   |
| 15                                                                                         |                                                                                            | Тамбовская область                                                                         | 34 462                                                                                     | ↘956 292                                                                                   | Тамбов                                                                                     |
| 16                                                                                         |                                                                                            | Тверская область                                                                           | 84 201                                                                                     | ↘1 199 747                                                                                 | Тверь                                                                                      |
| 17                                                                                         |                                                                                            | Тульская область                                                                           | 25 679                                                                                     | ↘1 471 140                                                                                 | Тула                                                                                       |
| 18                                                                                         |                                                                                            | Ярославская область                                                                        | 36 177                                                                                     | ↘1 187 558                                                                                 | Ярославль                                                                                  |

### Общая карта
Города с населением:
 — 13 149 803 чел.
 — 1 046 425 чел.
 — от 500 000 чел. до 599 999 чел.
 — от 200 000 чел. до 499 999 чел.

## Население

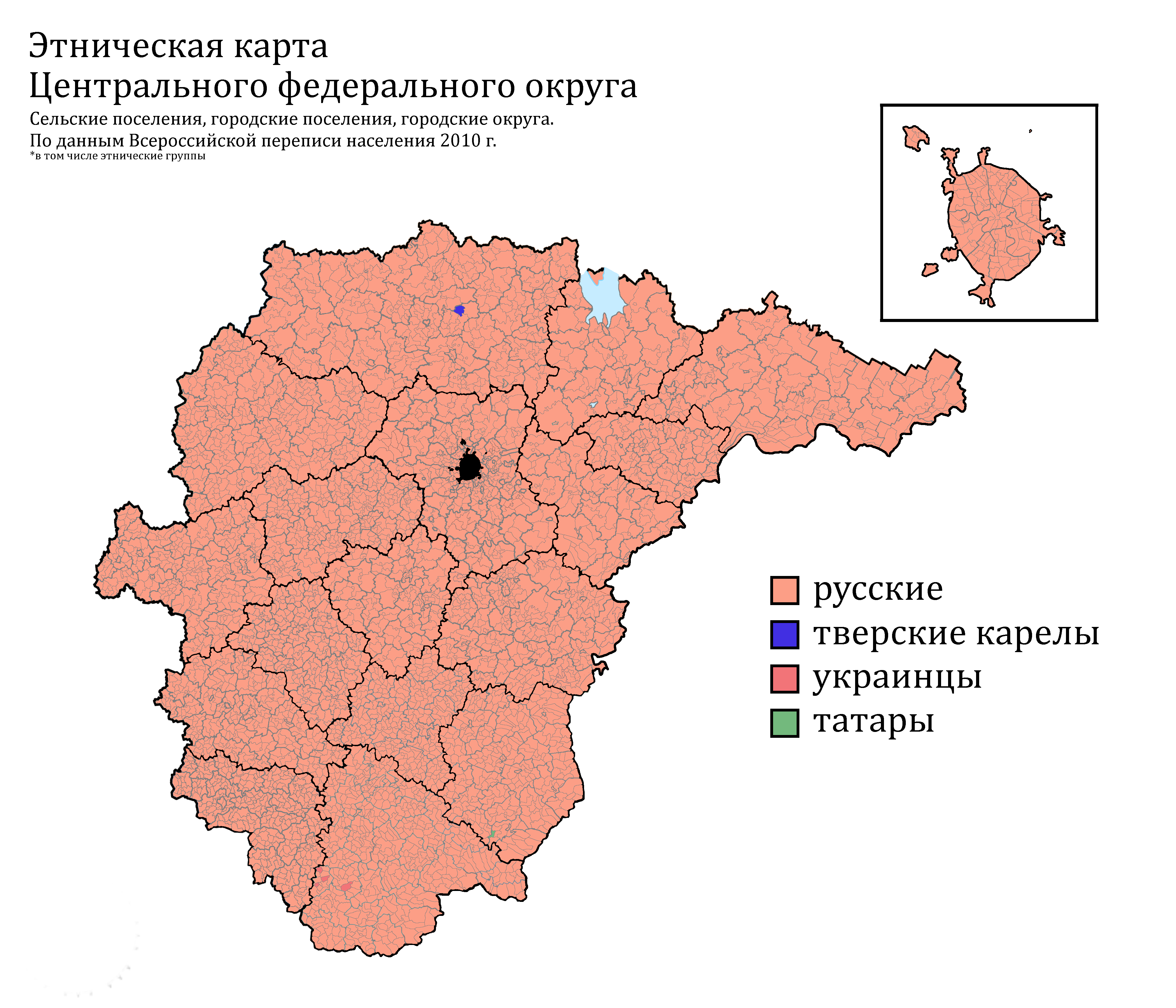
Этническая карта ЦФО по городским и сельским поселениям, перепись 2010 г.

В ЦФО самая высокая в России плотность населения — 61,82 чел./км² (2024 год). Округ является крупнейшим в России по численности населения — 40 198 659 чел.(2024) (27.5 % от РФ). Доля городского населения — 
82,33 %. Также в ЦФО наибольшая доля русского населения (89.06 % на 2010 год). Это единственный федеральный округ, где нет ни одного национального субъекта федерации. Состоит в основном из небольших, но густонаселённых областей, более половины населения проживает в Москве и Подмосковье.
| 1989        | 1990        | 1991        | 1992        | 1993        | 1994        | 1995        | 1996        |
| ----------- | ----------- | ----------- | ----------- | ----------- | ----------- | ----------- | ----------- |
| 37 920 000  | ↗38 018 468 | ↗38 154 938 | ↘38 138 535 | ↘38 134 933 | ↘38 088 155 | ↗38 115 279 | ↗38 188 510 |
| 1997        | 1998        | 1999        | 2000        | 2001        | 2002        | 2003        | 2004        |
| ↗38 233 707 | ↗38 283 655 | ↗38 311 159 | ↘38 227 656 | ↘38 175 094 | ↘38 000 651 | ↘37 946 810 | ↘37 733 471 |
| 2005        | 2006        | 2007        | 2008        | 2009        | 2010        | 2011        | 2012        |
| ↘37 545 831 | ↘37 356 361 | ↘37 218 058 | ↘37 150 741 | ↘37 121 812 | ↗38 427 539 | ↗38 445 765 | ↗38 537 608 |
| 2013        | 2014        | 2015        | 2016        | 2017        | 2018        | 2019        | 2020        |
| ↗38 678 913 | ↗38 819 874 | ↗38 951 479 | ↗39 104 319 | ↗39 209 582 | ↗39 311 413 | ↗39 378 059 | ↗39 433 556 |
| 2021        | 2022        | 2023        | 2024        |             |             |             |             |
| ↗40 334 532 | ↘40 298 032 | ↘40 240 256 | ↘40 198 659 |             |             |             |             |

| Рождаемость (число родившихся на 1000 человек населения) | Рождаемость (число родившихся на 1000 человек населения) | Рождаемость (число родившихся на 1000 человек населения) | Рождаемость (число родившихся на 1000 человек населения) | Рождаемость (число родившихся на 1000 человек населения) | Рождаемость (число родившихся на 1000 человек населения) | Рождаемость (число родившихся на 1000 человек населения) | Рождаемость (число родившихся на 1000 человек населения) | Рождаемость (число родившихся на 1000 человек населения) |
| 1970                                                     | 1975                                                     | 1980                                                     | 1985                                                     | 1990                                                     | 1995                                                     | 1996                                                     | 1997                                                     | 1998                                                     |
| -------------------------------------------------------- | -------------------------------------------------------- | -------------------------------------------------------- | -------------------------------------------------------- | -------------------------------------------------------- | -------------------------------------------------------- | -------------------------------------------------------- | -------------------------------------------------------- | -------------------------------------------------------- |
| 12,5                                                     | ↗13                                                      | ↗13,4                                                    | ↗13,8                                                    | ↘11,2                                                    | ↘7,9                                                     | ↘7,7                                                     | ↘7,3                                                     | ↗7,5                                                     |
| 1999                                                     | 2000                                                     | 2001                                                     | 2002                                                     | 2003                                                     | 2004                                                     | 2005                                                     | 2006                                                     | 2007                                                     |
| ↘7,2                                                     | ↗7,7                                                     | ↗8                                                       | ↗8,5                                                     | ↗8,7                                                     | ↗9                                                       | ↘8,8                                                     | ↗9                                                       | ↗9,7                                                     |
| 2008                                                     | 2009                                                     | 2010                                                     | 2011                                                     | 2012                                                     | 2013                                                     | 2014                                                     |                                                          |                                                          |
| ↗10,3                                                    | ↗10,8                                                    | ↘10,7                                                    | ↗10,8                                                    | ↗11,4                                                    | →11,4                                                    | ↗11,5                                                    |                                                          |                                                          |

| Смертность (число умерших на 1000 человек населения) | Смертность (число умерших на 1000 человек населения) | Смертность (число умерших на 1000 человек населения) | Смертность (число умерших на 1000 человек населения) | Смертность (число умерших на 1000 человек населения) | Смертность (число умерших на 1000 человек населения) | Смертность (число умерших на 1000 человек населения) | Смертность (число умерших на 1000 человек населения) | Смертность (число умерших на 1000 человек населения) |
| 1970                                                 | 1975                                                 | 1980                                                 | 1985                                                 | 1990                                                 | 1995                                                 | 1996                                                 | 1997                                                 | 1998                                                 |
| ---------------------------------------------------- | ---------------------------------------------------- | ---------------------------------------------------- | ---------------------------------------------------- | ---------------------------------------------------- | ---------------------------------------------------- | ---------------------------------------------------- | ---------------------------------------------------- | ---------------------------------------------------- |
| 9,5                                                  | ↗10,7                                                | ↗12,3                                                | ↗13                                                  | ↗13,1                                                | ↗17,1                                                | ↘16,1                                                | ↘15,8                                                | →15,8                                                |
| 1999                                                 | 2000                                                 | 2001                                                 | 2002                                                 | 2003                                                 | 2004                                                 | 2005                                                 | 2006                                                 | 2007                                                 |
| ↗17                                                  | ↗17,5                                                | ↗18                                                  | ↗18,5                                                | ↘17,9                                                | ↘17,4                                                | →17,4                                                | ↘16,7                                                | ↘16,1                                                |
| 2008                                                 | 2009                                                 | 2010                                                 | 2011                                                 | 2012                                                 | 2013                                                 | 2014                                                 |                                                      |                                                      |
| →16,1                                                | ↘15,5                                                | ↘15,2                                                | ↘14                                                  | ↘13,9                                                | ↘13,7                                                | →13,7                                                |                                                      |                                                      |

| Естественный прирост населения (на 1000 человек населения, знак (-) означает естественную убыль населения) | Естественный прирост населения (на 1000 человек населения, знак (-) означает естественную убыль населения) | Естественный прирост населения (на 1000 человек населения, знак (-) означает естественную убыль населения) | Естественный прирост населения (на 1000 человек населения, знак (-) означает естественную убыль населения) | Естественный прирост населения (на 1000 человек населения, знак (-) означает естественную убыль населения) | Естественный прирост населения (на 1000 человек населения, знак (-) означает естественную убыль населения) | Естественный прирост населения (на 1000 человек населения, знак (-) означает естественную убыль населения) | Естественный прирост населения (на 1000 человек населения, знак (-) означает естественную убыль населения) | Естественный прирост населения (на 1000 человек населения, знак (-) означает естественную убыль населения) |
| 1970 | 1975 | 1980 | 1985 | 1990 | 1995 | 1996 | 1997 | 1998 |
| --- | --- | --- | --- | --- | --- | --- | --- | --- |
| 3 | ↘2,3 | ↘1,1 | ↘0,8 | ↘−1,9 | ↘−9,2 | ↗−8,4 | ↘−8,5 | ↗−8,3 |
| 1999 | 2000 | 2001 | 2002 | 2003 | 2004 | 2005 | 2006 | 2007 |
| ↘−9,8 | →−9,8 | ↘−10 | →−10 | ↗−9,2 | ↗−8,4 | ↘−8,6 | ↗−7,7 | ↗−6,4 |
| 2008 | 2009 | 2010 | 2011 | 2012 | 2013 | 2014 | 2015 | 2016 |
| ↗−5,8 | ↗−4,7 | ↗−4,5 | ↗−3,2 | ↗−2,5 | ↗−2,3 | ↗−2,2 | ↗−1,7 | ↘−1,8 |
| 2017 | | | | | | | | |
| ↘−2,4 | | | | | | | | |

| Ожидаемая продолжительность жизни при рождении (число лет) | Ожидаемая продолжительность жизни при рождении (число лет) | Ожидаемая продолжительность жизни при рождении (число лет) | Ожидаемая продолжительность жизни при рождении (число лет) | Ожидаемая продолжительность жизни при рождении (число лет) | Ожидаемая продолжительность жизни при рождении (число лет) | Ожидаемая продолжительность жизни при рождении (число лет) | Ожидаемая продолжительность жизни при рождении (число лет) | Ожидаемая продолжительность жизни при рождении (число лет) |
| 1990                                                       | 1991                                                       | 1992                                                       | 1993                                                       | 1994                                                       | 1995                                                       | 1996                                                       | 1997                                                       | 1998                                                       |
| ---------------------------------------------------------- | ---------------------------------------------------------- | ---------------------------------------------------------- | ---------------------------------------------------------- | ---------------------------------------------------------- | ---------------------------------------------------------- | ---------------------------------------------------------- | ---------------------------------------------------------- | ---------------------------------------------------------- |
| 69,5                                                       | ↘69,2                                                      | ↘68,3                                                      | ↘65,6                                                      | ↘64,2                                                      | ↗64,9                                                      | ↗66,5                                                      | ↗67,4                                                      | ↗67,6                                                      |
| 1999                                                       | 2000                                                       | 2001                                                       | 2002                                                       | 2003                                                       | 2004                                                       | 2005                                                       | 2006                                                       | 2007                                                       |
| ↘66,4                                                      | ↘66,1                                                      | ↘65,8                                                      | ↘65,6                                                      | ↗65,7                                                      | ↗66,1                                                      | ↗66,3                                                      | ↗67,3                                                      | ↗68,1                                                      |
| 2008                                                       | 2009                                                       | 2010                                                       | 2011                                                       | 2012                                                       | 2013                                                       |                                                            |                                                            |                                                            |
| ↗68,5                                                      | ↗69,4                                                      | ↗69,9                                                      | ↗71,2                                                      | ↗71,4                                                      | ↗71,9                                                      |                                                            |                                                            |                                                            |

### Национальный состав
| Национальный состав, согласно переписи 2010 года: Всего — 38 427 539 чел. 1. Русские — 34 240 603 (89,10 %) 2. Украинцы — 514 919 (1,34 %) 3. Армяне — 270 996 (0,71 %) 4. Татары — 265 913 (0,69 %) 5. Азербайджанцы — 132 312 (0,34 %) 6. Белорусы — 128 742 (0,34 %) 7. Узбеки — 90 652 (0,24 %) 8. Евреи — 69 409 (0,18 %) 9. Молдаване — 65 645 (0,17 %) 10. Грузины — 63 612 (0,17 %) 11. Таджики — 62 785 (0,16 %) 12. Мордва — 51 826 (0,13 %) 13. Цыгане — 49 535 (0,13 %) 14. Чуваши — 40 157 (0,10 %) 15. Киргизы — 29 269 (0,08 %) 16. Чеченцы — 25 734 (0,07 %) 17. Немцы — 25 219 (0,07 %) 18. Корейцы — 21 779 (0,06 %) 19. Осетины — 19 203 (0,05 %) 20. Лезгины — 17 843 (0,05 %) 21. Казахи — 17 608 (0,05 %) 22. Турки — 15 322 (0,04 %) 23. Башкиры — 15 249 (0,04 %) 24. Езиды — 13 727 (0,04 %) 25. Аварцы — 12 887 (0,03 %) 26. Даргинцы — 10 095 (0,03 %) 27. Лица, не указавшие национальность — 1 млн. 944 тыс. 531 чел. (5.06 %) 28. Лица других национальностей — 2 млн. 260 тыс. 631 чел. (5,88 %) | По данным переписи населения 2002 года население Центрального федерального округа составляет 38 млн 000 тыс. 651 чел. Национальный состав: 1. Русские — 34 млн. 703 тыс. 066 чел. (91,32 %) 2. Украинцы — 756 тыс. 087 чел. (1,99 %) 3. Лица, не указавшие национальность — 736 тыс. 020 чел. (1,93 %) 4. Татары — 288 тыс. 216 чел. (0,77 %) 5. Армяне — 249 тыс. 220 чел. (0,66 %) 6. Белорусы — 186 тыс. 326 чел. (0,49 %) 7. Азербайджанцы — 161 тыс. 859 чел. (0,43 %) 8. Евреи — 103 тыс. 710 чел. (0,27 %) 9. Грузины — 80 тыс. 651 чел. (0,21 %) 10. Молдаване — 67 тыс. 811 чел. (0,18 %) 11. Мордва — 67 тыс. 497 чел. (0,18 %) 12. Таджики — 46 тыс. 738 чел. (0,12 %) 13. Чуваши — 46 тыс. 101 чел. (0,12 %) 14. Цыгане — 45 тыс. 858 чел. (0,12 %) 15. Узбеки — 38 тыс. 676 чел. (0,1 %) 16. Немцы — 33 тыс. 190 чел. (0,09 %) 17. Чеченцы — 28 тыс. 861 чел. (0,08 %) 18. Осетины — 17 тыс. 655 чел. (0,05 %) 19. Лица других национальностей — 17 тыс. 270 чел. (0,05 %) 20. Корейцы — 16 тыс. 720 чел. (0,04 %) |

### Языки
По этно-языковому составу преобладают следующие группы и семьи:
1. Индоевропейская семья — 35 525 282 чел. (92,45 %)
  1. Славянская группа — 34 903 814 (90,83 %)
  2. Армянская группа — 271 281 (0,71 %)
  3. Иранская группа — 105 149 (0,27 %)
  4. Романская группа — 70 074 (0,18 %)
  5. Евреи индоевропейские — 69 409 (0,18 %)
  6. Индоарийская группа — 52 105 (0,14 %)
2. Тюркская семья — 636 673 (1,66 %)
3. Северокавказская семья — 113 329 (0,29 %)
4. Уральская семья — 84 798 (0,22 %)
  1. Финно-угорская группа — 84 667 (0,22 %)
5. Картвельская семья — 63 629 (0,17 %)
6. Корейцы — 21 779 (0,06 %)
7. Монгольская семья — 9974 (0,02 %)
8. Семито-хамитская семья — 7977 (0,02 %)

### Этнические карты
|  |  |  |
|  |  |  |
|  |  |  |
|  |  |  |

## Крупные города
Населённые пункты с численностью населения более 150 тысяч человек
| Москва    | ↗13 149 803 |
| Воронеж   | ↘1 046 425  |
| Ярославль | ↘567 443    |
| Рязань    | ↘520 509    |
| Балашиха  | ↗530 311    |
| Липецк    | ↘485 260    |
| Тула      | ↘461 692    |

| Курск    | ↗436 678 |
| Тверь    | ↘412 994 |
| Брянск   | ↘373 310 |
| Иваново  | ↘358 437 |
| Владимир | ↘344 082 |
| Белгород | ↘328 482 |
| Калуга   | ↘329 673 |

| Смоленск | ↘310 645 |
| Подольск | ↗312 911 |
| Орёл     | ↘292 406 |
| Кострома | ↘265 761 |
| Тамбов   | ↘256 268 |
| Химки    | ↘256 684 |
| Мытищи   | ↗275 313 |

| Королёв      | ↘226 007 |
| Люберцы      | ↗236 339 |
| Старый Оскол | ↘217 107 |
| Красногорск  | ↗193 127 |
| Одинцово     | ↗187 301 |
| Рыбинск      | ↘177 295 |
| Домодедово   | ↗156 681 |

## ВРП и экономика ЦФО
| №         | Субъект              | ВРП (млрд. руб.) 2017 | в %    | ВРП на душу населения (тыс.руб./чел.) 2017 |
| --------- | -------------------- | --------------------- | ------ | ------------------------------------------ |
| 1         | Москва               | 15 724,9              | 59,58  | 1 263,7                                    |
| 2         | Московская область   | 3803,0                | 14,15  | 509,5                                      |
| 3         | Воронежская область  | 865,2                 | 3,62   | 370,6                                      |
| 4         | Белгородская область | 785,6                 | 3,02   | 506,4                                      |
| 5         | Тульская область     | 555,9                 | 2,10   | 371,7                                      |
| 6         | Ярославская область  | 510,6                 | 1,90   | 402,6                                      |
| 7         | Липецкая область     | 498,0                 | 2,01   | 431,8                                      |
| 8         | Калужская область    | 417,1                 | 1,47   | 411,6                                      |
| 9         | Владимирская область | 415,6                 | 1,58   | 300,3                                      |
| 10        | Курская область      | 387,6                 | 1,48   | 346,3                                      |
| 11        | Тверская область     | 384,0                 | 1,50   | 297,6                                      |
| 12        | Рязанская область    | 360,6                 | 1,39   | 320,8                                      |
| 13        | Брянская область     | 307,7                 | 1,19   | 253,1                                      |
| 14        | Тамбовская область   | 300,6                 | 1,52   | 289,8                                      |
| 15        | Смоленская область   | 281,9                 | 1,13   | 296,3                                      |
| 16        | Орловская область    | 214,3                 | 0,91   | 285,4                                      |
| 17        | Ивановская область   | 185,8                 | 0,75   | 182,4                                      |
| 18        | Костромская область  | 165,9                 | 0,69   | 256,8                                      |
| 18.000001 | всего                | 26 164,3              | 100,00 | 472,2                                      |

Общий ВРП Центрального федерального округа за 2017 год составил 26 трлн 164 млрд рублей. За указанный период на долю Москвы и Московской области приходилось — 74,63 % или 3/4 ВРП округа, на долю 6 областей Центрального Черноземья — 11,66 % ВРП, на остальные 10 регионов ЦФО — 13,71 % ВРП округа последствия пандемии 2020 года.

## Полномочные представители президента Российской Федерациив ЦФО
- Полтавченко, Георгий Сергеевич (18 мая 2000 / 26 марта 2004 / 14 мая 2008 — 31 августа 2011)[66][67][68][69]
- Попов, Андрей Анатольевич (31 августа — 6 сентября 2011, и. о.)[источник не указан 766 дней]
- Говорун, Олег Маркович (6 сентября 2011 — 21 мая 2012)[70][71]
- Беглов, Александр Дмитриевич (23 мая 2012 — 25 декабря 2017)[72][73]
- Гордеев, Алексей Васильевич (25 декабря 2017 — 18 мая 2018)[74][75]
- Щёголев Игорь Олегович (с 26 июня 2018, № 367)[76]